# 西高藏車站
西高藏車站（日语：／ Nishitakakura eki */?）是位於日本愛知縣名古屋市熱田區五本松町，為名古屋市營地下鐵名城線的車站之一。車站編號為M28。

## 車站結構
本站為2面2線側式月台之地下車站。

### 月台配置
| 月台 | 路線   | 方向 | 目的地           |
| ---- | ------ | ---- | ---------------- |
| 1    | 名城線 | 左環 | 新瑞橋、八事方向 |
| 2    | 名城線 | 右環 | 金山、榮方向     |

## 相鄰車站
名古屋市營地下鐵
 名城線
熱田神宮西（M27）－西高藏（M28）－金山（M01）

## 外部連結
- 西高藏 - 名古屋市交通局